# 新宮神社 (南国市)
新宮神社（しんぐうじんじゃ）は、高知県南国市十市にある神社。旧社格は郷社。

## 祭神
主殿
- 天照皇大神（あまてらすおおみのかみ）

相殿
- 伊邪那岐神（いざなぎのかみ）
- 健速須佐之男神（たけはやすさのおのかみ）

## 概要
南国市の南西部の海沿いに近い十市地区にある神社。十市地区（十市パークタウンがある緑ヶ丘地区を含む）の総鎮守である。伝承は秘められ続けているが十市皇女伝承が残っていると言われているという神社である。
創建は不詳であるが、現在の神殿ができたのは1864年（文久4年）である。

## 境内社
- 豊受神社
- 神母（いけ）神社
- 天満宮
- 子育（こやす）神社

## 現地情報
所在地
- 高知県南国市十市5937番地

交通アクセス
- バス：南国市コミュニティバス「十市支所前」バス停下車（徒歩5分）及びとさでん交通前浜パークタウン線で「緑ヶ丘二丁目」バス停下車（徒歩15分）

周辺
- 禅師峰寺 - 四国八十八箇所第32番札所。
- 十市パークタウン - 緑ヶ丘地区にある新興住宅地。